# 조의석
조의석(1976년 1월 1일 ~)은 대한민국의 영화 감독이다. 25세이던 2002년, 《일단 뛰어》 로 데뷔하여 국내 최연소 장편영화 데뷔감독으로 주목 받았다.

## 학력
- 한국예술종합학교 영상원 1기

## 작품 목록
| 연도 | 작품명                     | 담당       | 비고     |
| ---- | -------------------------- | ---------- | -------- |
| 1999 | 위 캔 쉐어 어 토일릿       | 촬영       | 단편영화 |
| 1999 | 만수야 그동안 잘 있었느냐? | 촬영       | 단편영화 |
| 1999 | 앨리스와 사랑에 빠지다     | 촬영       | 단편영화 |
| 1999 | 환타 트로피칼              | 감독, 촬영 | 단편영화 |
| 2000 | 플란다스의 개              | 촬영       |          |
| 2000 | 싸이코 드라마              | 조연       | 단편영화 |
| 2002 | 일단 뛰어                  | 감독, 각본 |          |
| 2006 | 조용한 세상                | 감독, 각본 |          |
| 2013 | 감시자들                   | 감독, 각본 |          |
| 2016 | 마스터                     | 감독, 각본 |          |

## 수상 경력 및 후보
| 연도 | 작품              | 시상식                                          | 부문                  | 결과 |
| ---- | ----------------- | ----------------------------------------------- | --------------------- | ---- |
| 2002 | 《일단 뛰어》     | 제6회 부천국제판타스틱영화제                    | 메이드 인 코리아      | 출품 |
| 2002 | 《환타 트로피칼》 | 제4회 미쟝센단편영화제                          | 프로그래머 스펙트럼   | 출품 |
| 2014 | 《감시자들》      | 제18회 부산국제영화제                           | 오픈 시네마           | 출품 |
| 2014 | 《감시자들》      | 제24회 스톡홀름영화제                           | 아시아 이미지         | 출품 |
| 2014 | 《감시자들》      | 제33회 하와이국제영화제                         | 한국영화 부문         | 출품 |
| 2014 | 《감시자들》      | 제22회 부일영화상                               | 각본상                | 후보 |
| 2014 | 《감시자들》      | 제38회 토론토국제영화제                         | 갈라스 부문           | 출품 |
| 2014 | 《감시자들》      | 제32회 샌프란시스코 국제 아시안 아메리칸 영화제 | 갈라 프레젠테이션     | 출품 |
| 2014 | 《감시자들》      | 제13회 뉴욕 아시아 영화제                       | 떠오르는 아시아스타상 | 수상 |
| 2014 | 《감시자들》      | 제50회 백상예술대상                             | 영화감독상            | 후보 |
| 2014 | 《감시자들》      | 제9회 런던한국영화제                            | K-포커스              | 출품 |
| 2014 | 《감시자들》      | 제32회 브뤼셀 판타스틱 영화제                   | 오피셜 셀렉션         | 출품 |
| 2014 | 《감시자들》      | 제32회 브뤼셀 판타스틱 영화제                   | 스릴러 상             | 후보 |
| 2014 | 《감시자들》      | 제15회 뉴포트비치 영화제                        | 스포트라이트          | 출품 |
| 2014 | 《감시자들》      | 제16회 우디네 극동영화제                        | 한국영화              | 출품 |
| 2014 | 《감시자들》      | 제29회 산타바바라 국제영화제                    | 국제경쟁              | 후보 |